# Se caiga el cielo
Se caiga el cielo es el cuarto álbum de estudio de la banda chilena Electrodomésticos, publicado en formato CD en 2013. El disco fue lanzado el 3 de julio de 2013 con un concierto en el Teatro Municipal de Santiago.

## Lista de canciones
Todas las canciones escritas y compuestas por Carlos Cabezas Rocuant. 
| N.º   | Título                       | Duración |  |
| 1.    | «Se caiga el cielo»          | 6:31     |  |
| 2.    | «Besar a Dios»               | 4:58     |  |
| 3.    | «Detrás del alma»            | 5:11     |  |
| 4.    | «Corazón»                    | 6:30     |  |
| 5.    | «Fe de carbón»               | 4:53     |  |
| 6.    | «Sólo nombrar»               | 4:50     |  |
| 7.    | «Donde sueñas»               | 3:58     |  |
| 8.    | «Malvados»                   | 4:34     |  |
| 9.    | «No me digas»                | 3:46     |  |
| 10.   | «La muerte que te vio nacer» | 5:05     |  |
| 11.   | «Los pasos que dejaste caer» | 3:30     |  |
| 12.   | «Devolver»                   | 5:05     |  |
| 57:51 |                              |          |  |

Del álbum se desprendieron los sencillos Detrás del alma, No me digas y Corazón. El video de Detrás del alma fue dirigido por el cineasta Pablo Larraín. En tanto,  No me digas fue filmado en el Teatro Municipal de Santiago. El sencillo Corazón no tuvo videoclip, pero formó parte de la banda sonora del programa La cultura del sexo emitido en Televisión Nacional de Chile durante el verano del 2015.

## Créditos
- Carlos Cabezas Rocuant: guitarra, voz
- Silvio Paredes: guitarra, sintetizadores
- Edita Rojas: batería